# Alice Y. Hom
Alice Y. Hom (Los Ángeles, 1967) es una persona asiático-estadounidense dedicada al activismo, la escritura y la creación de comunidades interseccionales LGBTQ+.

## Formación académica
Hom obtuvo su licenciatura en Estudios Americanos en la Universidad de Yale, un máster en Estudios Asiático-Americanos en la Universidad de California en Los Ángeles (UCLA), y un doctorado en Historia en la Claremont Graduate University. Su tesis doctoral se tituló Unifying Differences: Lesbian of Color Community Building in Los Angeles and New York, 1970s–1980s.

## Trayectoria
Hom ha desarrollado una amplia carrera en el sector filantrópico y en organizaciones comunitarias. Hom ha formado parte del equipo directivo de Equidad y Justicia Social en Northern California Grantmakers y ha dirigido el Fondo de Justicia Queer en la organización Asian Americans/Pacific Islanders in Philanthropy (AAPIP). También ha trabajado en funciones de asesoría para instituciones en los sectores académico, cultural y sin fines de lucro.
Ganó una beca con el programa Soros Equality Fellowship con la que creó el proyecto Historically Queer, un pódcast y archivo digital que recopila historias de activismo histórico y contemporáneo de personas queer y trans racializadas. El proyecto busca ampliar el acceso a estas historias más allá de la academia, fomentando la conexión entre generaciones y promoviendo el cuidado colectivo como estrategia política.
También ha formado parte de los consejos directivos de varias organizaciones como la Astraea Lesbian Foundation for Justice, Visual Communications, Great Leap, June Mazer Lesbian Archives y APAIT.
Hom ha coeditado la antología Q&A: Queer in Asian America (1998), junto a David L. Eng. La obra reúne ensayos, testimonios, ficción y arte visual que exploran la experiencia queer dentro de las comunidades asiático-estadounidenses. La antología ha sido considerada una obra pionera en los estudios queer racializados en EE. UU.
En 2012 el gobernador Jerry Brown le nombró miembro del consejo de la entidad pública California Humanities, cargo que le fue renovado en 2013. En 2017 el alcalde de Los Ángeles, Eric Garcetti, le nombró parte de la Comisión sobre la Condición de la Mujer de la ciudad.
En 2023 empezó a ejercer el puesto de dirección de CHANGE Philanthropy, una coalición de diez organizaciones dedicadas a renovar la filantropía a través de un nuevo enfoque interseccional.

## Vida personal
Alice Y. Hom nació en Los Ángeles en el seno de una familia inmigrante. Ha descrito su experiencia como descendiente de inmigrantes y persona de género no conforme como ejes fundamentales de su conciencia política. Actualmente reside en el Área de la Bahía de San Francisco.

## Reconocimientos
- 1998: Premio Literario Lambda a la mejor antología de no ficción LGBTQ+.[5]
- 1999: Mención honorífica en los premios del Centro Gustavus Myers por su estudio sobre la intolerancia y los derechos humanos.[9]

## Obras destacadas
- Hom, Alice Y.; Eng, David L., eds. (1998). Q&A: Queer in Asian America. Filadelfia: Temple University Press.[5]
- Hom, Alice Y. (2011). Unifying Differences: Lesbian of Color Community Building in Los Angeles and New York, 1970s–1980s. Tesis doctoral, Claremont Graduate University.[10][2]